# Igeltjärnen (Nedre Ulleruds socken, Värmland)
Igeltjärnen är en sjö i Dejes södra utkant intill Forstjärnen i Forshaga kommun i Värmland och ingår i Göta älvs huvudavrinningsområde. Sjön har en area på 0,0674 kvadratkilometer och ligger 68,2 meter över havet.

## Delavrinningsområde
Igeltjärnen ingår i det delavrinningsområde (660974-136617) som SMHI kallar för Utloppet av Smårissjön. Medelhöjden är 103 meter över havet och ytan är 22,07 kvadratkilometer. Räknas de 12 avrinningsområdena uppströms in blir den ackumulerade arean 215,46 kvadratkilometer. Kvarntorpsån (Gårdsjöälven) som avvattnar avrinningsområdet har biflödesordning 2, vilket innebär att vattnet flödar genom totalt 2 vattendrag innan det når havet efter 269 kilometer. Avrinningsområdet består mestadels av skog (62 procent). Avrinningsområdet har 1,83 kvadratkilometer vattenytor vilket ger det en sjöprocent på 8,3 procent. Bebyggelsen i området täcker en yta av 0,44 kvadratkilometer eller 2 procent av avrinningsområdet.